# Hermann Wilken
Hermann Wilken, auch Hermann Witekind oder Augustin Lercheimer (Pseudonym) (* 1522 in Neuenrade; † 7. Februar 1603 in Heidelberg) war ein deutscher Humanist, Schriftsteller (Hexentheoretiker) und Mathematiker.

## Leben
Hermann Wilken studierte in Frankfurt (Oder) und in Wittenberg, hier unter anderem bei Philipp Melanchthon. Von diesem wurde er 1552 als Lehrer an die Domschule in Riga empfohlen, deren Rektorat er 1554 übernahm. 1561 immatrikulierte er sich als „honoratus“ in Rostock und 1563 in Heidelberg, wo er Professor der griechischen Sprache in der Artistenfakultät wurde. Es ist bekannt, dass der Tod Kurfürst Friedrichs III. 1576 unter seinem ältesten Sohn und Nachfolger Ludwig VI. zur Restauration des Luthertums in der Kurpfalz und zur Entlassung der reformierten Theologen der Universität Heidelberg führte, die danach in Neustadt an der Weinstraße unter dem Schutz des Pfalzgrafen Johann Casimir ihre Lehrtätigkeit fortsetzten.
Die Artistenfakultät und mit ihr Hermann Wilken waren davon zunächst nicht betroffen. Erst die Verweigerung der Unterschrift unter die Konkordienformel führte 1580 zur Entlassung Wilkens und fünf weiterer Professoren der Artistenfakultät sowie der juristischen und der medizinischen Fakultät. Auch Wilken fand 1581 ein Unterkommen am Casimirianum in Neustadt, wo er aber nicht mehr Griechisch lehrte, sondern Mathematik. Als Professor der Mathematik kehrte er 1584, nach dem Tod Ludwigs VI. und dem neuerlichen Umschwung in der Kurpfalz, an die Heidelberger Universität zurück. Wilken, der zeitlebens Professor der Artistenfakultät blieb, starb 1603 in Heidelberg.
1564 war Wilken für kurze Zeit in seine westfälische Heimat zurückgekehrt, wo er als Nichttheologe vom Rat der Stadt Neuenrade, sein Bruder war dort Bürgermeister, mit der Abfassung einer evangelischen Kirchenordnung beauftragt wurde. Diese erschien noch in demselben Jahr in Dortmund im Druck, wurde aber alsbald von Herzog Wilhelm von Jülich-Kleve-Berg ebenso wie von der Reichsstadt Dortmund verboten. Die ältere Literatur sah, großenteils ohne zureichende Textkenntnis, in Wilkens Neuenrader Kirchenordnung eine Kompilation aus der Rigaer Kirchenordnung von 1530 sowie aus der kurpfälzischen Kirchenordnung von 1552, der Wolfgangschen pfalz Zweibrückenschen Kirchenordnung von 1557 und der mit dem Heidelberger Katechismus verbundenen kurpfälzischen Kirchenordnung Caspar Olevians von 1563. Gryczan weist demgegenüber schlüssig nach, dass Wilken sich dabei an die Rigaer Kirchenordnung anlehnte und sich überdies an der Mecklenburgischen Kirchenordnung von 1552 orientierte.
„Für die Verwendung der Kirchenordnungen Ottheinrichs und Friedrichs III. finden sich keinerlei Anhaltspunkte“. Hinzu kommt die Verwendung des Wittenberger Klugschen Gesangbuches von 1543, dem Wilken 30 Lieder entnahm, ferner Melanchthons „Examen Ordinandorum“. Damit entspricht Wilkens Kirchenordnung „der lutherischen beziehungsweise der melanchthonischen Tradition“, so dass diese „nicht mehr als frühes Zeugnis der Entwicklung des reformierten Bekenntnisses in Westfalen“ gedeutet werden könne. Wilken selbst hat sich erst im Laufe der Zeit – lange nach 1564 – „einer gemäßigt reformierten Richtung“ genähert, endgültig wohl erst mit seiner Verweigerung der Unterschrift unter die Konkordienformel.
Hermann Wilken veröffentlichte 1585 unter dem Pseudonym Augustin Lercheimer von Steinfelden sein Buch gegen die Hexenverfolgungen: „Christlich bedencken vnd erjnnerung von Zauberey“. Unter den großen Hexentheoretikern sind Johann Georg Gödelmann und Anton Praetorius maßgeblich von Wilken beeinflusst worden.